# Лог (Воронежская область)
Лог — село в Нижнедевицком районе Воронежской области.
Входит в состав Нижнедевицкого сельского поселения.

## География

### Улицы
- ул. Заречная
- ул. Набережная
- ул. Северная
- ул. Центральная